# Love is Beautiful
Love is Beautiful – dziesiąty album japońskiego zespołu Glay wydany 31 stycznia 2007 roku przez EMI Music Japan.

## Lista utworów

### Standardowa edycja
1. "Rock’n’Roll Swindle (Album Ver.)" – 4:01
2. "Henna Yume -Thousand Dreams- (jap. 変な夢 〜THOUSAND DREAMS〜)" – 3:45
3. "100 Mankai no Kiss (jap. 100万回のKISS)" – 4:50
4. "Natsuoto (jap. 夏音)" – 5:04
5. "American Innovation" – 3:55
6. "Answer (Album Ver.)" – 5:15
7. "Bokutachi no Shouhai (jap. 僕達の勝敗)" – 5:41
8. "Saragi no Tou (jap. サラギの灯)" – 5:49
9. "World’s End" – 3:36
10. "Scream (Album Ver.)" – 4:43
11. "Koi (jap. 恋)" – 5:15
12. "I Will" – 5:51
13. "Layla (Album Ver.)" – 5:38
14. "Mirror" – 5:50

### Limitowana Edycja
1. "Rock’n’Roll Swindle’s Promotional Video"
2. "Koi's Promotional Video"
3. "Scream's Promotional Video"
4. "Answer's Promotional Video"
5. "Natsuoto's Promotional Video"
6. "100 Mankai no Kiss's Promotional Video"
7. "Love Is Beautiful Road Movie"